# Mollard de Vions
Le Mollard de Vions est une colline de France située en Savoie, au nord du lac du Bourget, dans le marais de Chautagne. Il constitue le prolongement du mont Landard situé au sud. Il est entouré par le Rhône à l'ouest, le hameau de Mollard dessus au nord, le village de Vions au sud et la voie de chemin de fer de la ligne de Culoz à Modane (frontière) au sud-ouest. De forme massive, la colline culmine à 397 mètres d'altitude, soit 165 mètres au-dessus des terrains environnants.

## Géologie
Le Mollard de Vions constitue une ancienne île du lac du Bourget lorsque celui-ci s'étendait à toute la Chautagne jusqu'à Yenne et Seyssel après le passage du glacier du Rhône au cours des glaciations du Quaternaire. Les sédiments ayant comblé la région, il en résulte une vallée glaciaire à fond plat duquel émerge les anciennes îles.

## Légende
Un cycle de croyances locales particulièrement riche plaçait trois fées dans une grotte en lien avec la source du Barboillon, au pied du Mollard, et les mettait explicitement en lien avec les savoirs agricoles. 

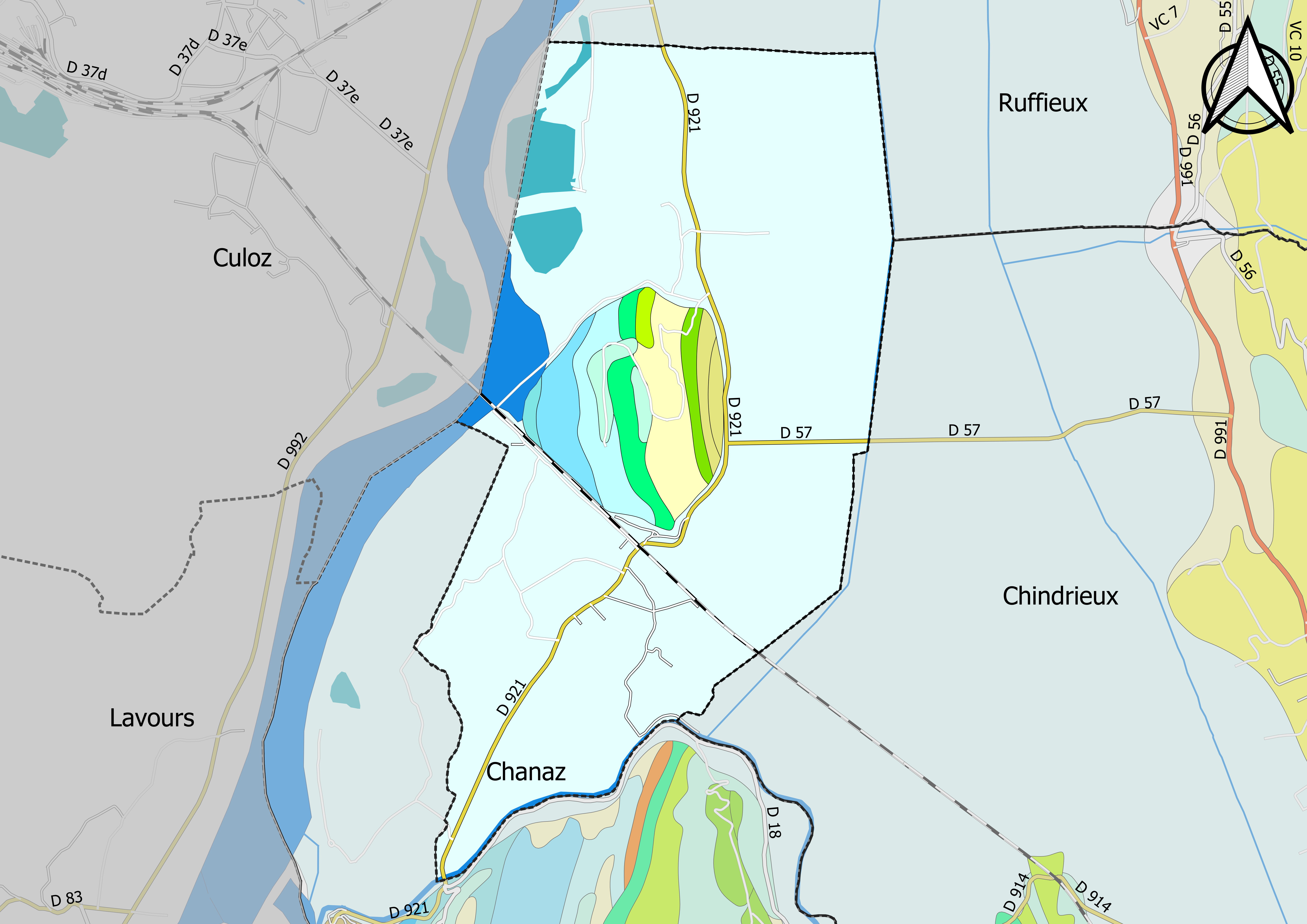
Carte géologique de la commune de Vions montrant le Mollard de Vions (en vert, beige et bleu foncés) entouré des terrains sédimentaires de la Chautagne (en bleu clair).

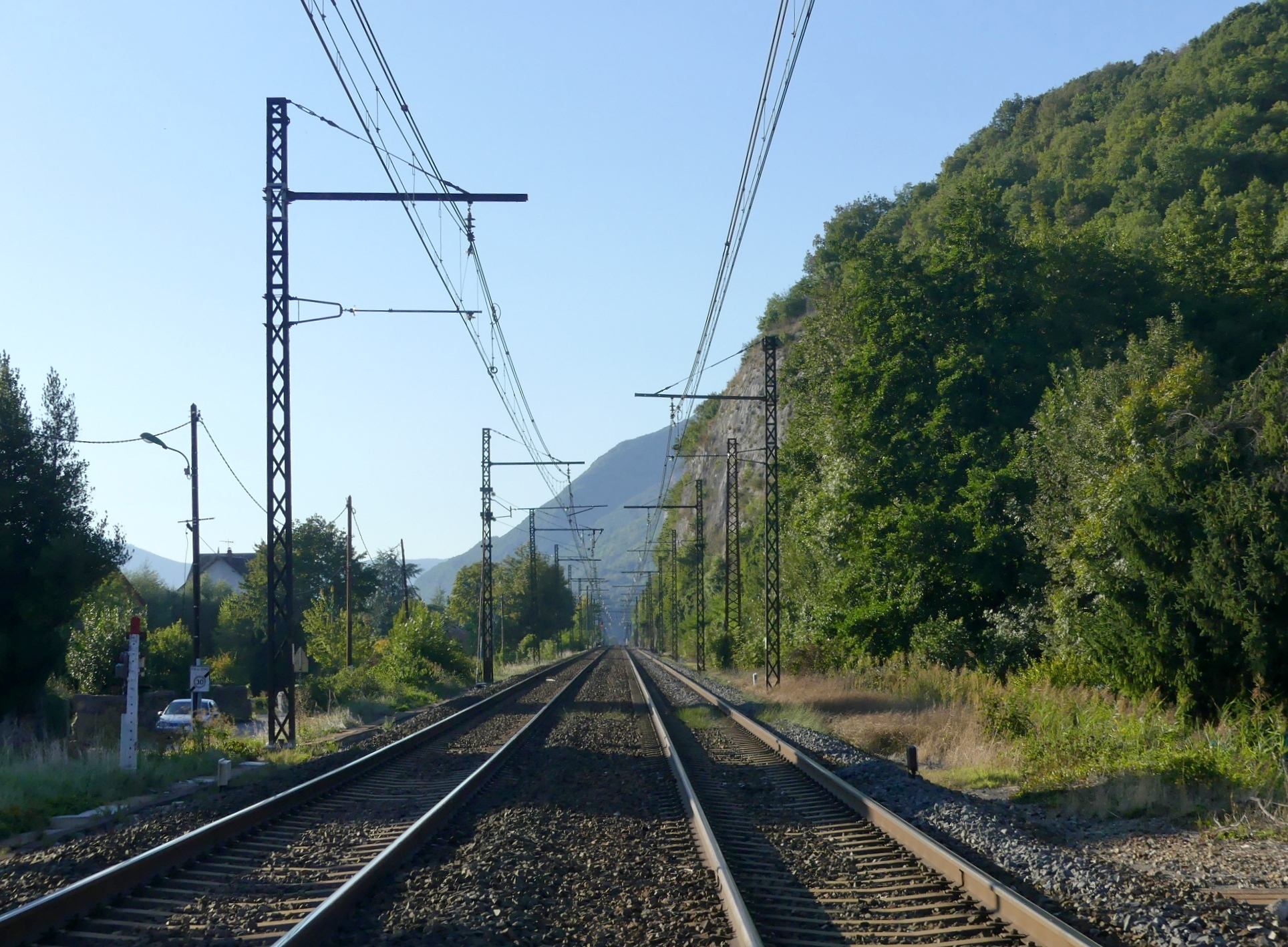
La ligne de Culoz à Modane (frontière) au pied du Mollard de Vions à droite.